# Bergnäset
Bergnäset är en förort i Luleå kommun i Norrbottens län, och även en stadsdel i Luleå belägen väster om Lule älv.
Inom Luleå kommun betraktas Bergnäset som en stadsdel inom centralorten Luleå. Bergnäsbron, som förbinder Bergnäset med centrala Luleå är emellertid nära 900 meter lång, vilket gör att Bergnäset enligt Statistiska Centralbyråns kriterier är att betrakta som en egen tätort.

## Historia
Under senare delen av 1800-talet byggde välbärgade invånare i Luleå sommarnöjen på Bergnäset. Roddfärja till Luleå startade 1880, samma år som vägen till Gäddvik byggdes (nuvarande Färjvägen). Från 1901 sköttes trafiken med ångfärja. Den första permanenta bebyggelsen etablerades omkring år 1900. Befolkningsutvecklingen tog fart 1954, då Bergnäsbron stod klar och nådde en topp med nära 5 000 invånare år 1970. En ev broavgift planerades 2022 men blev nedröstat i fullmäktige. Det har även funnits planer på att göra bron enkelriktad samt att ersätta den med en tunnel.
Området var före år 1969  en del av dåvarande Nederluleå landskommun. 

### Befolkningsutveckling
| Befolkningsutvecklingen i Bergnäset 1950–2020                                                         | Befolkningsutvecklingen i Bergnäset 1950–2020 | Befolkningsutvecklingen i Bergnäset 1950–2020 | Befolkningsutvecklingen i Bergnäset 1950–2020 | Befolkningsutvecklingen i Bergnäset 1950–2020 |
| --- | --------------------------------------------- | --------------------------------------------- | --------------------------------------------- | --------------------------------------------- |
| |                                               |                                               |                                               |                                               |
| År |                                               |                                               | Folkmängd                                     | Areal (ha)                                    |
| 1950                                                                                                  | 1950                                          |                                               | 842                                           | ##                                            |
| 1960                                                                                                  | 1960                                          |                                               | 2 032                                         |                                               |
| 1965                                                                                                  | 1965                                          |                                               | 3 186                                         |                                               |
| 1970                                                                                                  | 1970                                          |                                               | 4 945                                         |                                               |
| 1975                                                                                                  | 1975                                          |                                               | 4 767                                         |                                               |
| 1980                                                                                                  | 1980                                          |                                               | 4 065                                         |                                               |
| 1990                                                                                                  | 1990                                          |                                               | 3 709                                         | 307                                           |
| 1995                                                                                                  | 1995                                          |                                               | 3 683                                         | 308                                           |
| 2000                                                                                                  | 2000                                          |                                               | 3 653                                         | 308                                           |
| 2005                                                                                                  | 2005                                          |                                               | 3 674                                         | 311                                           |
| 2010                                                                                                  | 2010                                          |                                               | 3 648                                         | 309                                           |
| 2015                                                                                                  | 2015                                          |                                               | 3 604                                         | 294                                           |
| 2020                                                                                                  | 2020                                          |                                               | 3 761                                         | 303                                           |
| Anm.: Ny tätort 1970. 2015 sammanvuxen med småorten ## Som tätort/befolkningsagglomeration 1920–1950. |                                               |                                               |                                               |                                               |

## Samhället
I Bergnäset ingår Gamla Bergnäset (blandad bebyggelse från hela 1900-talet), Trollnäs, Trolleberg, och Trollheden (villabebyggelse från 1960-talet), Bergstaden (trevånings lamellhus från 1960-talet), och Villastaden (villor och enstaka lamellhus från 1940-talet, 1950-talet och 1960-talet. Söder om Villastaden ligger Bergnäsets industriområde, som sedan början av 1990-talet kallas Kallax företagsstad efter den närbelägna flygplatsen.
På tidigt 50-tal kallades förorten för trollnäset, vilket även idag figurerar i folkmun, det pratas ofta om stortrollet.
I Bergnäset finns bl.a.
- fyra skolor; de tre kommunala Mandaskolan (F-6), Hedskolan (F-6) och Bergskolan (7-9) samt privata Nya Läroverket (F-9)
- tre förskolor; Bergstadens förskola, Klippans förskola och Stenåsens förskola
- en hälsocentral
- Coop
- ett mejeri av Norrmejerier
- tre pizzerior/gatukök; Bergnäsets Grill & Pizzeria, Restaurang Berget och Restaurang Chattanoga
- en sushirestaurang "Saow Siam Food"
- Luleå Lokaltrafiks busslinjer 3, 4 och 104 samt en nattbuss trafikerar Bergnäset.
- Lokaltidningen bergnytt som fanns grundades 1965
- Trygghetsboende